# David Laitt (cầu thủ bóng đá)
David John Laitt (sinh ngày 1 tháng 11 năm 1946) là một cựu cầu thủ bóng đá người Anh thi đấu ở Football League ở vị trí hậu vệ biên cho Colchester United.

## Sự nghiệp
Sinh ra ở Colchester, Laitt gia nhập câu lạc bộ quê nhà Colchester United với tư cách học việc từ đội nghiệp dư Colchester Casuals. Ông có một trận cho The U's ở Football League trong trận hòa 0-0 tại Fourth Division trên sân nhà trước Southport vào ngày 30 tháng 10 năm 1965. Ông vào sân từ phút 40 thay cho Reg Stratton. Ông không có thêm lần ra sân nào cho đội một, và kí hợp đồng với Crittall Athletic sau khi bị giải phóng khỏi câu lạc bộ.